# Victoria Tennant

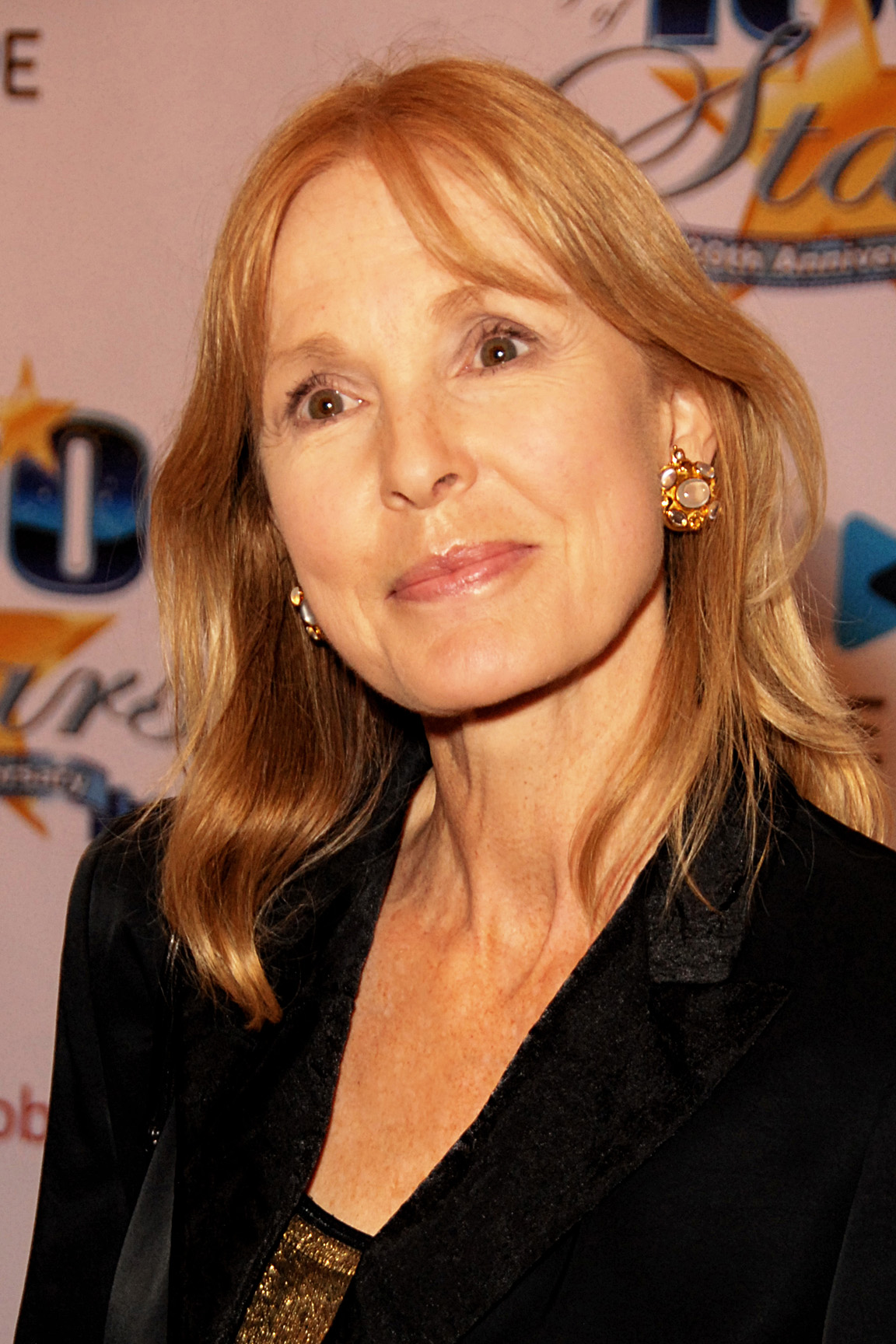
Victoria Tennant, 2010

Victoria Tennant (* 30. September 1950 in London) ist eine britische Schauspielerin.

## Leben und Leistungen
Der Vater von Victoria Tennant, der 1967 verstorbene Cecil Tennant, arbeitete als Agent in der Unterhaltungsbranche. Sein Kunde Laurence Olivier wurde Victorias Taufpate. Ihre Mutter Irina Baronova war eine russische Balletttänzerin. Victoria Tennant studierte an der Londoner Central School of Speech and Drama.
Tennants Debüt in einer größeren Rolle fand in dem britischen Film The Ragman's Daughter (1972) statt. Für ihre Rolle in der Mini-Fernsehserie Der Feuersturm wurde sie 1984 für den Golden Globe Award nominiert. In den Komödien Solo für 2 und L.A. Story trat sie neben Steve Martin auf, in dem Thriller Der 4 ½ Billionen Dollar Vertrag war sie neben Michael Caine zu sehen, in dem Thriller Bestseller spielte sie neben James Woods und Brian Dennehy. Für die Komödie Edie & Pen, in der sie zusammen mit Stockard Channing, Jennifer Tilly und Scott Glenn auftrat, schrieb sie ebenfalls das Drehbuch.
Tennant heiratete insgesamt viermal. Zwischen 1986 und 1994 war sie mit Steve Martin verheiratet, seit dem Jahr 1996 ist sie verheiratet mit dem Schauspieler und Filmproduzenten Kirk Stambler.

## Filmografie (Auswahl)
- 1972: The Ragman’s Daughter
- 1979: Ich bin dein Killer
- 1980: Samen des Bösen (Inseminoid)
- 1981: Der Fluch der Sphinx (Spinx)
- 1983: Die Polizei-Chiefs von Delano (Chiefs, Teil 2 u.3, TV-Mini-Serie)
- 1983: Der Feuersturm (The Winds of War, Minifernsehserie)
- 1984: Solo für 2 (All of Me)
- 1985: Der 4 ½ Billionen Dollar Vertrag (The Holcroft Convenant)
- 1987: Bestseller (Best Seller)
- 1987: Blumen der Nacht (Flowers in the Attic)
- 1988: Feuersturm und Asche (War and Remembrance, Minifernsehserie)
- 1990: Die Geschichte der Dienerin (The Handmaid’s Tale)
- 1991: L.A. Story
- 1996: Edie & Pen (auch Drehbuch)
- 1997: Bram Stoker’s Legend of the Mummy
- 1997: Diagnose: Mord (Diagnosis: Murder, Fernsehserie)

## Autorin
- Irina Baronova and the Ballets Russes de Monte Carlo. University of Chicago Press, Chicago u. London 2014, ISBN 978-0-226-16716-9